# Wysłannik przyszłości
Wysłannik przyszłości (ang. The Postman) – amerykański film postapokaliptyczny powstały na bazie powieści Davida Brina Listonosz. Film został wyreżyserowany przez Kevina Costnera. Aktor gra w nim również główną rolę.

## Opis fabuły
Akcja filmu toczy się na terytorium Stanów Zjednoczonych w postapokaliptycznej przyszłości. Świat jest po wojnie nuklearnej, która zniszczyła dorobek cywilizacji. Przestały istnieć wszelkie państwa, urzędy, infrastruktura, komunikacja, transport, telefony. Panuje chaos i anarchia. Znaczne tereny dawnego mocarstwa kontroluje quasi-faszystowska armia samozwańczego generała Bethlehema (Will Patton). Głównym bohaterem obrazu jest wędrowny aktor (Kevin Costner), który pewnego dnia odnajduje uniform listonosza oraz zbiór niedostarczonych, wysłanych przed wybuchem wojny, listów. Bohater postanawia doręczyć je adresatom. Z czasem dostarczanie przesyłek przeradza się w misję, która staje się zalążkiem odbudowy zniszczonego świata.

## Oceny
Film został negatywnie oceniony przez krytyków. Nominowany do Złotej Maliny, wygrał w pięciu kategoriach.
Serwis internetowy Rotten Tomatoes przyznał filmowi 3.8/10. Film zarobił w kinach 17 626 234 dolarów (przy budżecie 80 mln dolarów).